# Goussainville (Val-d’Oise)
Goussainville ist eine französische Gemeinde mit 30.952 Einwohnern (Stand 1. Januar 2022) im Département Val-d’Oise in der Region Île-de-France; sie gehört zum Arrondissement Sarcelles und zum Kanton Goussainville.
Nachbargemeinden von Goussainville sind Fontenay-en-Parisis im Norden, Louvres im Osten, Roissy-en-France im Südosten, Le Thillay im Süden, Gonesse im Südwesten und Bouqueval im Westen.

## Geschichte
Am 3. Juni 1973 stürzte während der Pariser Luftfahrtschau eine Maschine des sowjetischen Typs Tupolew Tu-144 über der Stadt ab und zerstörte 15 Gebäude – darunter eine Schule, die an diesem Tag glücklicherweise geschlossen war. Die sechs Besatzungsmitglieder an Bord sowie acht Personen am Boden wurden getötet.
Nach der Eröffnung des Flughafens Paris-Charles-de-Gaulle wurde die alte Stadt mehr und mehr verlassen und bekam weiter nördlich ein neues Zentrum.

## Bevölkerungsentwicklung
| Jahr      | 1962   | 1968   | 1975   | 1982   | 1990   | 1999   | 2007   | 2011   |
| Einwohner | 13.109 | 16.197 | 25.182 | 23.543 | 24.812 | 27.356 | 30.310 | 31.129 |

## Zuckerfabrik und Feldbahn

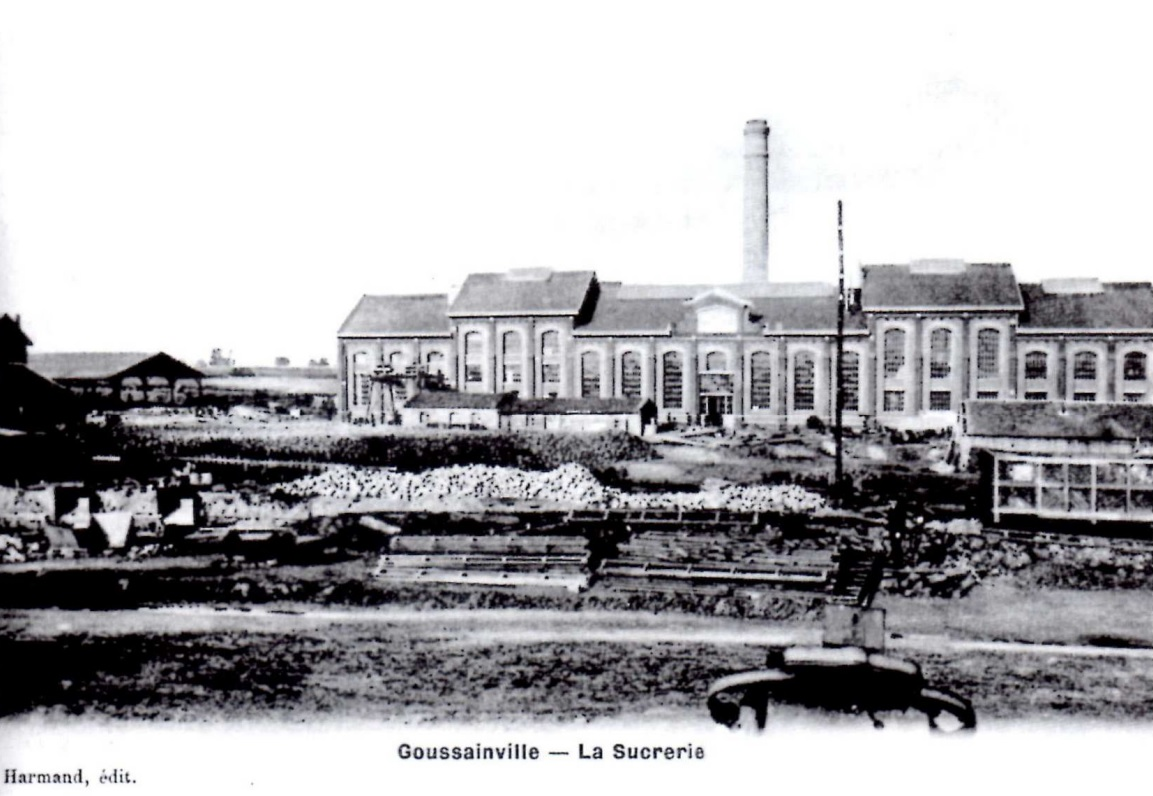
Zuckerfabrik, 1906–1914

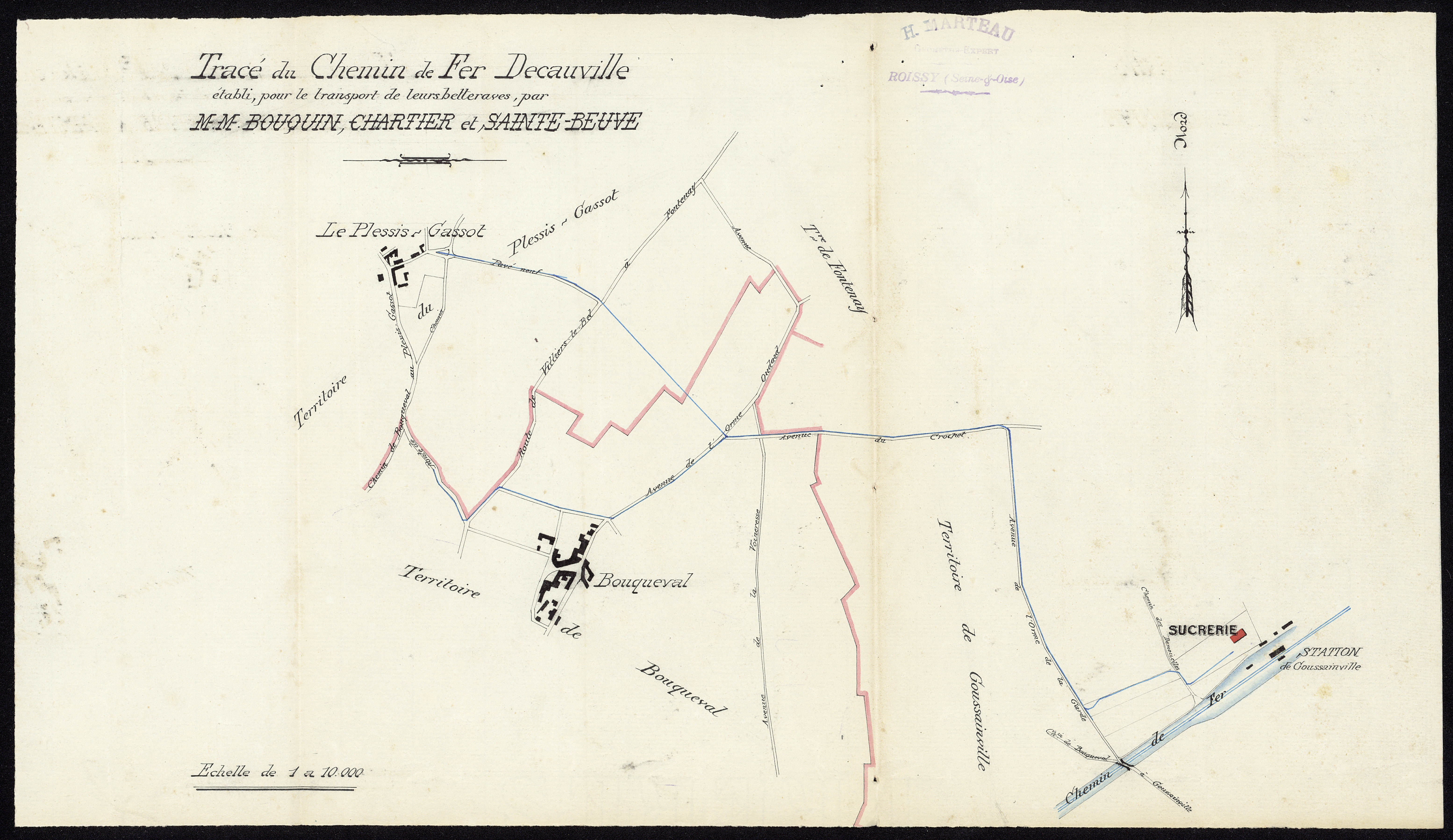
Streckenverlauf der Feldbahn der Zuckerfabrik

Die Société Anonyme de la Sucrerie Agricole de Goussainville wurde 1905 gegründet und war bis 1959 aktiv, bevor sie von der Société Industrielle et Agricole de la Somme übernommen wurde. 1969 wurde die Zuckerfabrik von Goussainville mit der von Chevrières (Oise) in der Société sucrière de Chevrières zusammengefasst, einer Tochtergesellschaft der Say-Gruppe und ab 1972 der Béghin-Say-Gruppe.
Die Zuckerrüben wurden mit einer Decauville-Bahn von den Feldern bei Le Plessis-Gassot und Bouqueval zur Zuckerfabrik in Goussainville gebracht. Der Bauantrag für die Feldbahn wurde am 9. August 1906 durch den Anwalt Arthur Quériot (1853–1917) gestellt.
1946 waren für die Verarbeitung von 500 t Zuckerrüben pro Tag 594 Personen beschäftigt. Dafür gab es zwei Plymouth-Schienentraktoren mit 600 mm Spurweite und eine 50 PS Baldwin-Gasmotorlok, die auf 1435 mm umgespurt worden war. In der Saison 1970–1971 wurden 29.837 t Zucker produziert, 8.464 t Melasse und 6.292 hl Alkohol. Im letzten Saison 1983–1984 waren die Zahlen wie folgt: 36.216 t Zucker und 11.795 hl Alkohol.
Die Fabrik stellte ihren Betrieb nach der Saison 1983–1984 ein. Etwa 175 fest angestellte Mitarbeiter sowie etwa 50 Saisonarbeiter wurden entlassen und weitere Arbeitsplätze in den mit dem Betrieb der Zuckerfabrik verbundenen Unternehmen gingen verloren. Die ehemalige Lagerhalle in Form eines umgedrehten Schiffsrumpfes wird heute als Sporthalle genutzt.

## Sehenswürdigkeiten
- Renaissance-Kirche Saint-Pierre-Saint-Paul (16. Jahrhundert, Monument historique), in schlechtem Zustand im zerfallenden Teil der alten Stadt; mit Altarretabel von 1608
- Kellergewölbe des ehemaligen Schlosses (Monument historique)

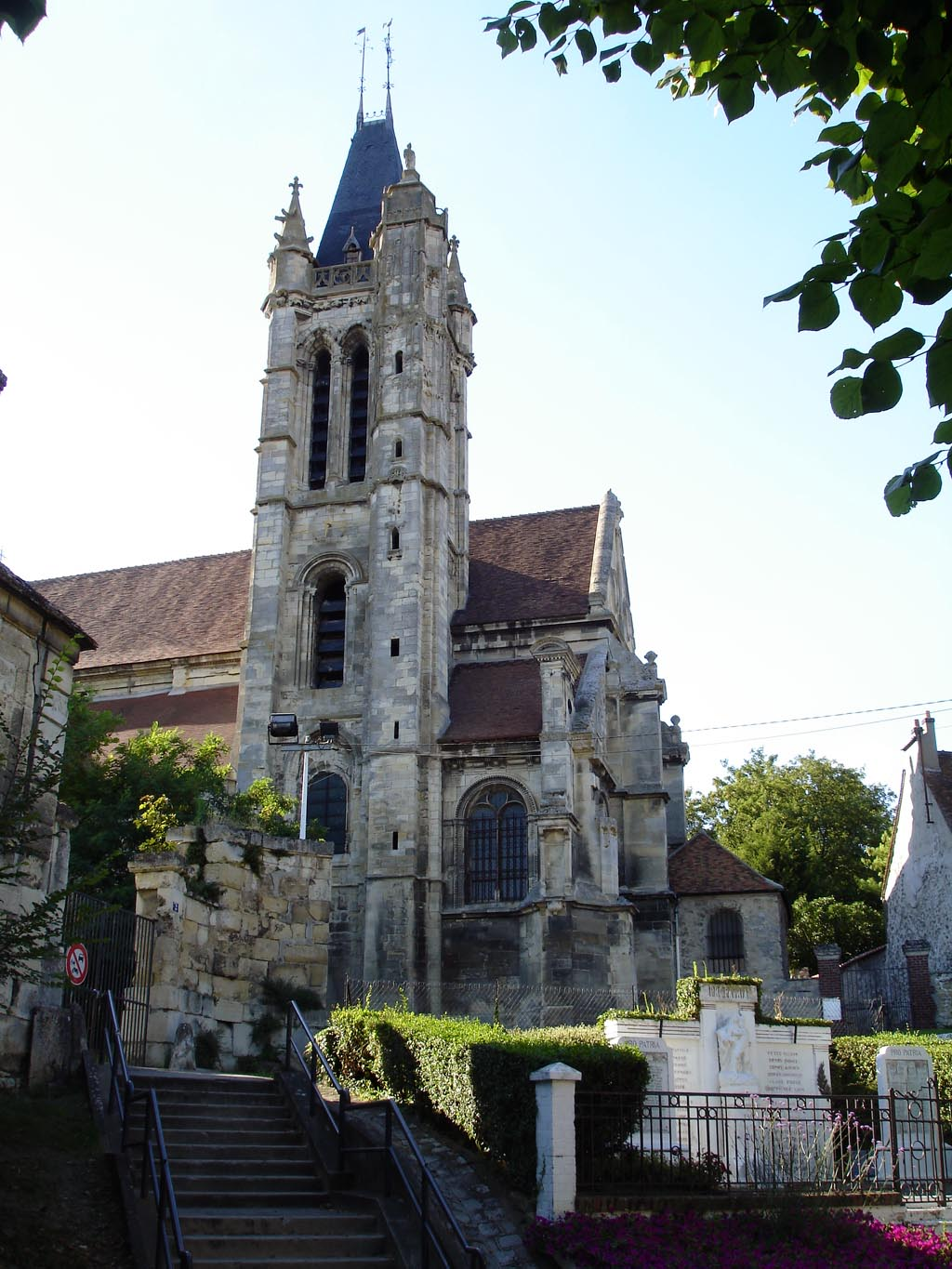
Kirche Saint-Pierre-Saint-Paul
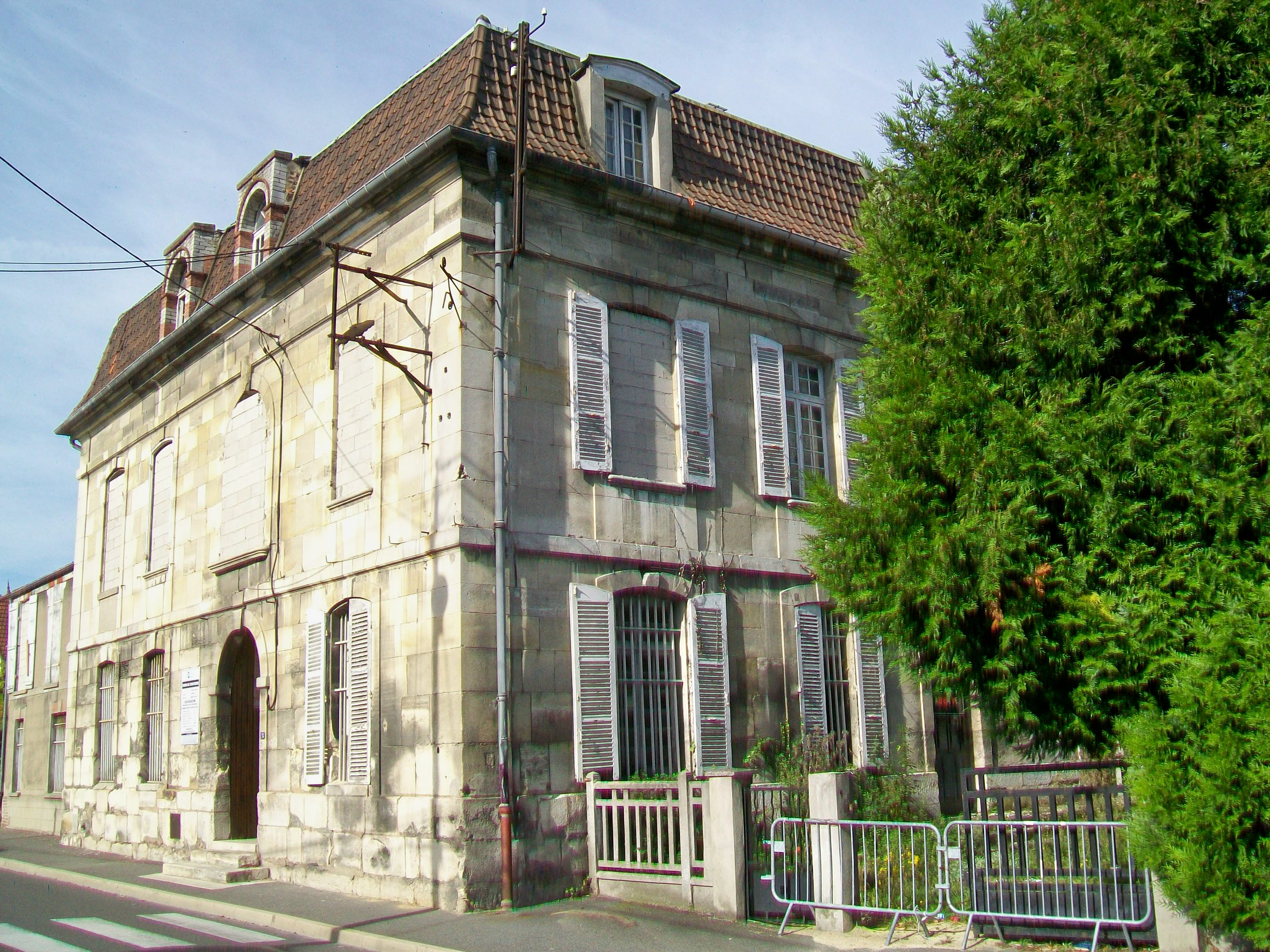
Logis de la grange des Noues, ehemalige Priorei
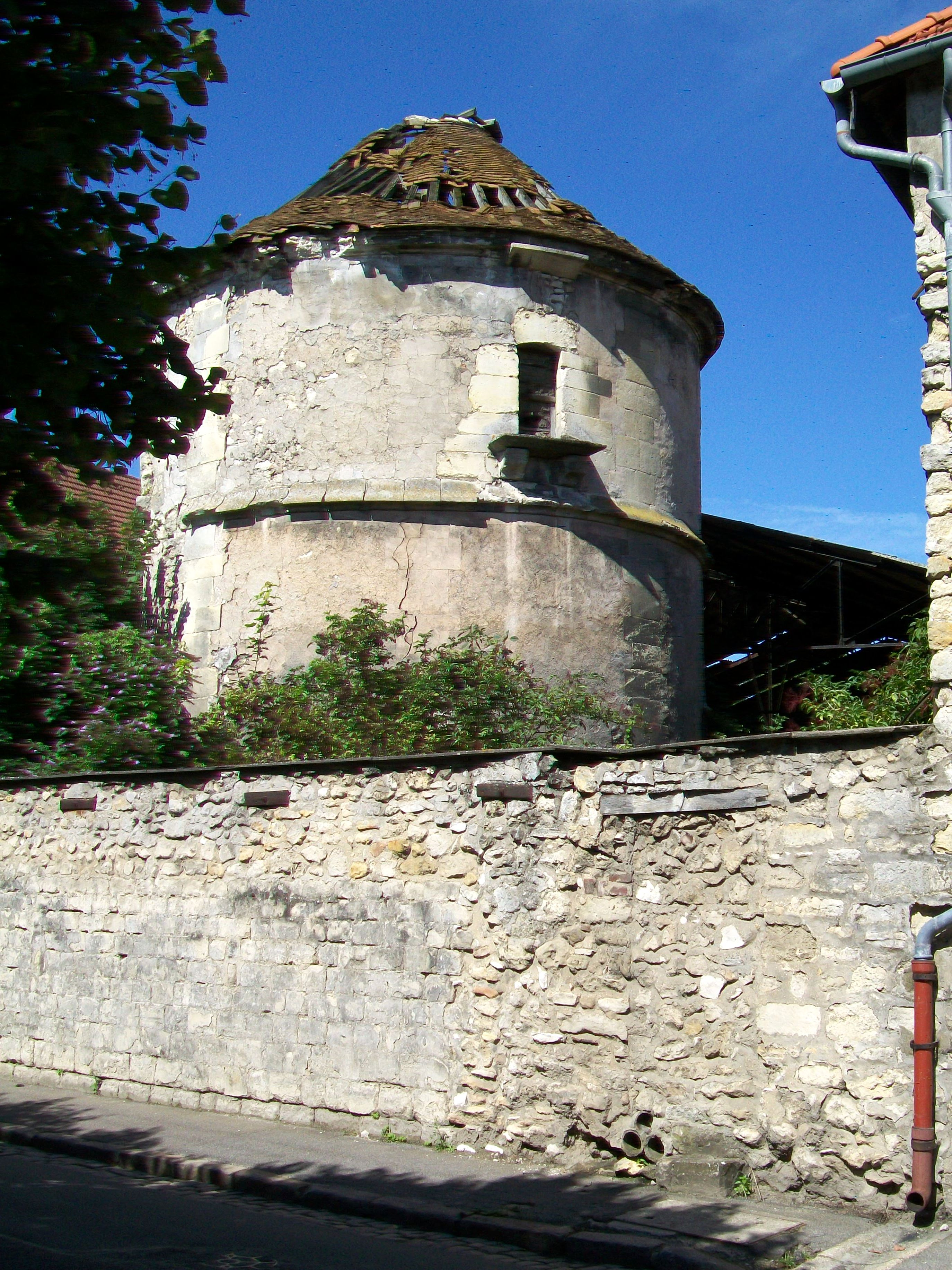
Taubenhaus der Ferme de Montmorency.
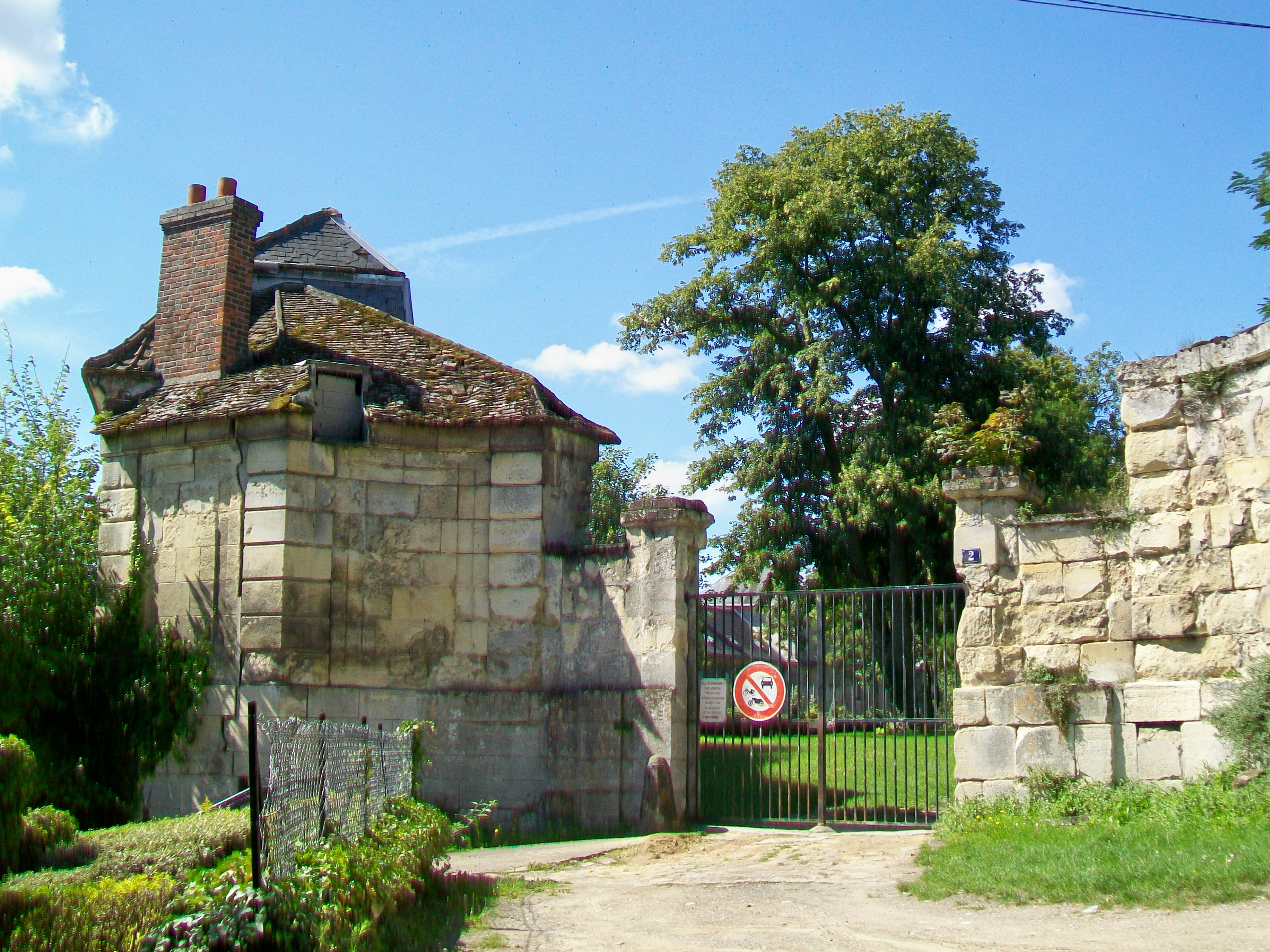
Pavillon de garde des Schlosses am Eingang zum Park
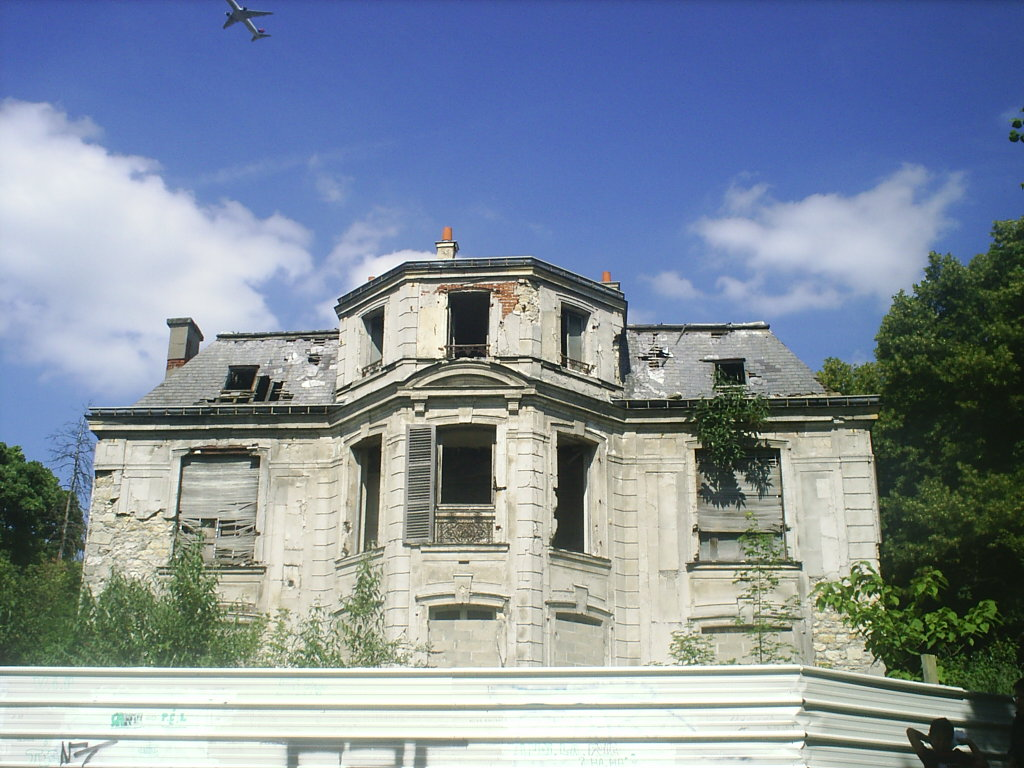
Maison de Maître de (1860) am Standort des Schlosses